# 博格拉沙达尔乌帕齐拉
博格拉沙达尔乌帕齐拉 是孟加拉国的一个乌帕齐拉，位于拉傑沙希專區的博格拉县。博格拉塔纳创建于1821年，后于1983年改建制为乌帕齐拉。

## 地理
博格拉沙达尔乌帕齐拉总面积为176.58平方公里（68.18平方英里）。其北邻希布甘杰乌帕齐拉，东接加布塔利乌帕齐拉，南部与沙贾汉布尔乌帕齐拉相邻，西部与卡哈魯烏帕齊拉相接。戈罗多亚河由北向南流经该乌帕齐拉。

## 人口
据2011年孟加拉国人口普查，博格拉沙达尔乌帕齐拉共有131862户人家，总计555014人口，其中63.1%居住在城区，8.4%年龄低于五岁。该地7岁以上人口之平均识字率为65.7%，高于全国平均值（51.8%）。